# Juegos de la Juventud Italiana (Buenos Aires)
Los Juegos de la Juventud Italiana (Giochi della Gioventù), se realizan desde 1984 y están organizados por C.O.N.I. (Comité Olímpico Italiano), la Secretaría de Deporte de la Nación Argentina, el Ministerio de Relaciones Exteriores Argentina y el MIUR (Ministero dell'Istruzione dell'Università e della Ricerca). Estos tienen como objetivo consolidar en los jóvenes el hábito de la práctica deportiva, consideradas como factor de formación humana y de crecimiento civil y social.
Se invitan a participar las Escuelas, Instituciones Educativas, Asociaciones y Clubes pertenecientes a la colectividad italiana de toda la Argentina y a representantes de entidades culturales y deportivas (como ser escuelas) de Sudamérica (como Chile y Uruguay). Reúnen a más de 4500 jóvenes.
Las competencias se realizan en las instalaciones del Ce.N.A.R.D. (Centro Nacional de Alto Rendimiento Deportivo), Club Ciudad de Buenos Aires y el Instituto Superior de Educación Física "Romero Brest".
Los deportes que comprenden estos juegos son atletismo, basquetball, fútbol, balonmano, hockey sobre césped, natación, tenis, tenis de mesa y voleyball. 
La premiación consiste en medallas de oro, plata y bronce para los tres primeros puestos respectivamente.
Las edades de los participantes es entre los 12 y 18 años divididos en cuatro categorías de mujeres y varones.

## Eventos
- Balonmano
- Voleyball
- Hockey sobre césped
- Fútbol
- Tenis
- Tenis de Mesa
- Atletismo
  - Lanzamiento de bocha
  - Lanzamiento de bala
  - Lanzamiento de jabalina
  - Fondo
  - Posta
  - Vallas
  - Velocidad
  - Salto de altura
  - Salto de longitud
- Natación
  - Espalda
  - Pecho
  - Mariposa
  - Libre
  - Posta

## Instituciones Participantes
Uruguay:
- Scuola Italiana de Montevideo (S.I.M.)

 Chile:
- Alcide De Gasperi
- Arturo Dell'Oro
- Giuseppe Verdi de Copiapó
- Internacional de las Islas
- Internazionale del Norte
- Internazionale del Sud
- Scuola Italiana de Valparaíso
- Stadio Italiano de Santiago de Chile
- Vittorio Montiglio de Santiago de Chile

 Argentina:
- Alas
- Ausonia de Quilmes
- Castelfranco de Dante Alighieri de Córdoba
- Centro Cultural Italiano (C.C.I.) de Olivos
- Centro Cultural Italiano (C.C.I.) de Villa Adelina
- Centro Italiano de Tupungato
- Círculo Italiano de Caseros
- Círculo Italiano de Villa Regina
- Círculo Trovador
- Club Ausonia de San Juan
- Club Canottieri Italiani
- Club Italiano de Buenos Aires
- Club Italiano de Escobar
- Club Italiano de José C. Paz
- Colegio Del Solar de Bahía Blanca
- Compañía de María de Tupungato
- Cristóbal Colón de Quilmes
- Cristoforo Colombo de Buenos Aires
- Cristoforo Colombo de Rosario
- Dante Alighieri de Bariloche
- Dante Alighieri de Campana
- Dante Alighieri de Córdoba
- Dante Alighieri de Escobar
- Dante Alighieri de Rosario
- Dante Alighieri de Santa Fe
- Dante Alighieri de Villa Carlos Paz
- Dionisio Chaca de Tupungato
- Domingo Sarmiento de Tupungato
- Deportivo Italiano
- Edmondo De Amicis de Buenos Aires
- Edmondo De Amicis de Rosario
- Ernesto Piaggi de Tupungato
- Ex Combattenti de Bernal
- Giosue Carducci de Tucumán
- Herrera de Toro de Tupungato
- Islands International School
- Instituto 20 de junio (C.C.I)
- Instituto de Cultura Itálica de La Plata (ICI)
- Instituto Domingo Sarmiento de Mar del Plata
- Instituto Giovanni Pascoli
- Instituto Giuseppe Verdi de San Francisco Solano
- Instituto Luigi Pirandello
- Instituto Nuestra Señora Madre de los Emigrantes
- Italia Unida de General Roca
- Italiana XXI Aprile de Mendoza
- Juan XXIII de Mechongué
- Madonna degli Emigranti
- María SS de la Luz
- Michelangelo de Paraná
- Northen International School
- Nuestra Señora de Lourdes
- Preciosisima Sangre
- Presbítero Mauro Gole de Maipú
- República de Italia Concepción del Uruguay
- República Italiana de Tupungato
- Rodolfo Walsh de Miramar
- San Antonio de Padua
- Sociedad Italiana de Marcos Paz
- Societá Italiana di Tiro a Segno (SITAS)
- Southern International School
- Sportivo Italiano
- Tomás Devoto
- Ugo Foscolo